# Matthias Juchem
Matthias Juchem (geboren vor 1974 in Hoengen, gestorben vor 2004) war ein deutscher Opernsänger (Tenor).

## Leben
Matthias Juchem stammte aus Hoengen, später lebte er in Alsdorf-Mariadorf bei Aachen.
Nach dem Abschluss der Handelsschule ergriff er den Beruf des Verwaltungsangestellten. Seine Tenorstimme mit ergiebiger Mittellage und baritonalem Timbre war schon früh entdeckt worden. Eine Ausbildung an der Staatlichen Hochschule für Musik in Köln folgte. Nach Absolvierung der Kölner Opernschule erhielt er Engagements beim Theater Bonn, dem Theater Aachen, und ab 1975 gehörte er der Deutschen Oper am Rhein in Düsseldorf und Duisburg an.
Immer wieder arbeitete er an seiner Stimme mit Hilfe von bekannten Gesangspädagogen wie zum Beispiel dem Holländer Leo Ketelaars in Maastricht und Adolf Enrico Schmidt-Lugano. Beim Gesangspädagogen und Bariton Kammersänger Professor Josef Metternich unterzog er sich ständiger stimmlicher Kontrolle.
Die Harfenistin Isolde Juchem ist seine Tochter.

## Diskografie

### LPs
- Ein Lied für dich
- Matthias Juchem singt Lieder Deutscher Romantiker (TELDEC)
- Ach, ich hab in meinem Herzen (Matthias Juchem, Düsseldorfer Mädchenchor)

### Singles
- Trink, trink, trink & Funiculi - Funicula (Matthias Juchem und die Fünf Fidelitas)

### CDs
- Gala Wunschkonzert (Bosworth Recorded Music, 1994)
- Am Brunnen vor dem Tore (Papagayo Musikverlage Hans Gerig, 1997)